# Aleksandr Gavrilovič Ivanov
Aleksandr Gavrilovič Ivanov (Davydovo, 12 agosto 1898 – Leningrado, 20 agosto 1984) è stato un regista cinematografico sovietico.

## Filmografia (parziale)

### Regista
- Ženit'ba Jana Knukke (1934)
- Na granice (1938)
- Perechod (1940)
- Zvezda (1949)
- Michajlo Lomonosov (1955)
- Soldaty (1956)
- Podnjataja celina (1959)
- Pervorossijane (1967)